# Chemoluminescentie

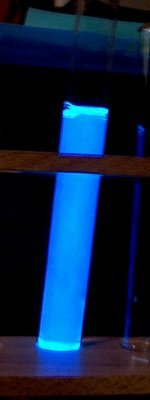
Chemiluminescerend luminol.

Chemoluminescentie (ook: chemiluminescentie) is het verschijnsel dat bij een chemische reactie energie vrijkomt in de vorm van licht (luminescentie).
Een reactie waarbij chemiluminescentie optreedt is meestal exotherm. Deeltjes (reactanten) reageren met elkaar en er ontstaan reactieproduct(en) en energie. Deze energie wordt niet aan de omgeving afgestaan in de vorm van warmte, maar wordt door een reactieproduct opgenomen. Dit deeltje zal dan energierijk zijn en zich in de aangeslagen toestand bevinden (C*). Dit molecuul zal na verloop van tijd weer teruggaan naar de grondtoestand. Tijdens het teruggaan naar de grondtoestand komt energie vrij. Deze wordt uitgezonden in de vorm van licht.
In formule:
A + B → C* + D → C + D + licht

## Voorwaarden
Wil bij een reactie chemoluminescentie optreden dan moet aan de volgende voorwaarden worden voldaan.
- Een reactie produceert voldoende energie om een elektron aan te slaan, zodat bij het teruggaan naar de grondtoestand (zichtbaar) licht uit kan worden gezonden. Omdat zichtbaar licht relatief energierijk is moet per mol fotonen rood licht liefst 180 kJ energie vrijkomen.
- Een reactieproduct kan in de aangeslagen toestand worden gebracht. Dit proces noemt men de chemie-elektronische stap.
- Het brengen van het reactieproduct in de aangeslagen toestand is gunstiger dan in de grondtoestand. Dit is afhankelijk van de activeringsenergie en de reactiewarmte. Over het algemeen zal een reactie verlopen op die wijze waarbij de activeringsenergie het laagst is.
- Bij het teruggaan van het reactieproduct naar de grondtoestand komt licht vrij. Of dit kan worden waargenomen hangt van de golflengte af, die bepaald wordt door de hoeveelheid energie die per molecuul vrij komt.
- De hoeveelheid aangeslagen deeltjes die wordt geproduceerd is aanmerkelijk hoger dan de hoeveelheid uitgedoofde, het licht zal anders niet zichtbaar zijn.

## Praktijk
Er wordt veel onderzoek gedaan naar praktische toepassingen van chemiluminescentie of bioluminescentie. Het kan onder andere gebruikt worden in de scheikunde, de geneeskunde, bij forensisch onderzoek, het industrieel ontwerp en het amusement.

### Scheikunde
Chemiluminescentie kan gebruikt worden om stoffen te analyseren. De kleur van het licht is namelijk specifiek voor de stof die het licht uitzendt. Door het kleurenspectrum te bepalen van het uitgezonden licht, is dus vast te stellen om welke stof het gaat.

### Geneeskunde
Ook in de geneeskunde zijn er verschillende praktische mogelijkheden voor chemiluminescentie: het kan bijvoorbeeld gebruikt worden in bloedbanken om vast te stellen of de rode bloedcellen neerslaan en laboranten kunnen luciferase gebruiken om licht te produceren om bepaalde ziekteverwekkers aan te tonen.

### Forensisch onderzoek
Wanneer de stof luminol met bloed in aanraking komt treedt chemoluminescentie op. Zo zijn bloedsporen makkelijk te vinden.

### Industrieel ontwerp
Industriële ontwerpers gebruiken chemoluminescentie als lichtbron in de vorm van bijvoorbeeld kerstbomen die zelf licht geven, om de gevaarlijke elektronica te verminderen. Ook wordt gewerkt aan planten die oplichten wanneer ze water nodig hebben.

### Andere nuttige toepassingen
In het leger en elders worden lightsticks gebruikt als lichtbron voor nood- en signaalverlichting. Lightsticks hebben geen batterijen nodig, geven 8 tot 12 uur lang helder licht en doven daarna langzaam uit.

### Amusement
Ook als amusement worden lightsticks in allerlei verschillende kleuren gebruikt. Bijvoorbeeld op grote feesten, om het zo extra fleur te geven.

## Bioluminescentie
In de natuur vindt chemoluminescentie plaats in diverse organismen, het heet in dat geval bioluminescentie.